# Marie Doro
Marie Doro (artiestennaam van Marie Katherine Steward; Duncannon, 25 mei 1882 – New York, 9 oktober 1956) was een Amerikaans theater- en filmactrice die haar grootste successen behaalde in de tijd van de stomme film.

## Biografie
Doro werd in 1882 in het Amerikaanse plaatsje Duncannon geboren als Marie Katherine Steward. Ze begon haar carrière als theateractrice onder het management van Charles Frohman, tot ze in 1915 overstapte naar de filmindustrie en onder contract kwam bij Adolph Zukor.
Ze werd door de criticus William Winter omschreven als "een jonge actrice met een prikkelende schoonheid, markante persoonlijkheid en zeldzame expressie in het gezicht". Doro had het uiterlijk van een Dresden pop met bruin haar.
Doro is in de jaren 10 (vanaf eind 1915) kort getrouwd geweest met acteur Elliott Dexter. Na de scheiding zou ze nooit meer opnieuw trouwen. Ze had geen kinderen.
Ze overleed in 1956 aan hartfalen op 74-jarige leeftijd. Doro heeft een ster op de Hollywood Walk of Fame voor haar bijdragen aan de filmindustrie.

## Filmografie

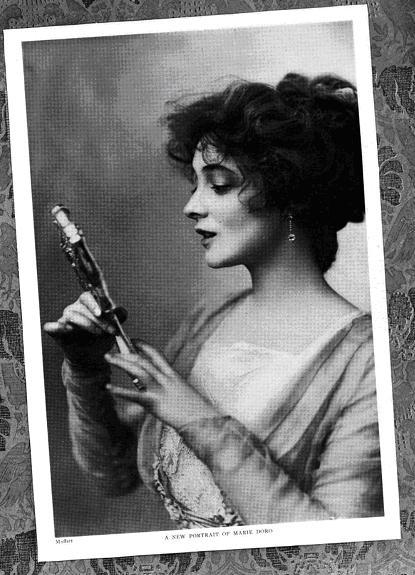
Marie Doro in 1913

- 1915: The Morals of Marcus
- 1915: The White Pearl
- 1916: The Wood Nymph
- 1916: Diplomacy
- 1916: The Heart of Nora Flynn
- 1916: Common Ground
- 1916: The Lash
- 1916: Oliver Twist
- 1917: Lost and Won
- 1917: Castles for Two
- 1917: Heart's Desire
- 1919: 12.10
- 1919: Midnight Gambols
- 1920: Principessa Misteriosa
- 1921: Il colchico e la rosa
- 1921: Beatrice
- 1923: Sorella contro sorella
- 1924: Sally Bishop